# Belle Fourche
Belle Fourche è una città e il capoluogo della contea di Butte nello Stato del Dakota del Sud, negli Stati Uniti. La popolazione era di 5 617 abitanti secondo il censimento del 2020. È situata vicino al centro geografico degli Stati Uniti, che si è spostato di circa 550 miglia a nord-ovest dal centro geografico degli Stati Uniti contigui a Lebanon, nel Kansas, a seguito dell'ammissione dell'Alaska e delle Hawaii a metà del XX secolo.

## Geografia fisica
Secondo l'Ufficio del censimento degli Stati Uniti, ha una superficie totale di 8,60 mi² (22,27 km²).

## Storia
Il nome della città deriva dal francese e significa "bella forchetta". Era chiamata così dagli esploratori francesi della Nuova Francia in riferimento alla confluenza dei fiumi Belle Fourche e Redwater con l'Hay Creek. Belle Fourche divenne un importante centro per il commercio delle pellicce e i cacciatori di castori lavorarono nei pressi di questi fiumi fino alla metà del XIX secolo. Durante e dopo la corsa all'oro del 1876, agricoltori e allevatori si stabilirono nelle fertili valli, coltivando cibo per i minatori e per gli animali. All'epoca, le vaste pianure furono popolate di mandrie di bovini provenienti dal Texas e dal Kansas. Di conseguenza, furono fondate delle città per aiutare gli agricoltori e gli allevatori. Nel 1884, il marchese di Morès creò una linea di diligenze tra Medora (Dakota del Nord) e Deadwood. La stazione di Belle Fourche possedeva una stalla e un saloon.

## Società

### Evoluzione demografica
Secondo il censimento del 2020, la popolazione era di 5 617 abitanti.